# Drosanthemum thudichumii
Drosanthemum thudichumii är en isörtsväxtart som beskrevs av L. Bol. Drosanthemum thudichumii ingår i släktet Drosanthemum och familjen isörtsväxter. Inga underarter finns listade i Catalogue of Life.